# JoJo’s Bizarre Adventure (игра, 1998)
JoJo's Bizarre Adventure (яп. ジョジョの奇妙な冒険 Дзёдзё но кимё:на бо:кэн, Невероятные приключения ДжоДжо), также на западе известная, как JoJo’s Venture — игра в жанре файтинг, разработанная японской компанией Capcom по мотивам одноимённой манги авторства Хирохико Араки, а точнее её третьей части Stardust Crusaders.
Игра представляет собой файтинг, а её персонажи выдержаны в аниме-стиле, с яркими и подробными визуальными деталями, фирменном для игр компании Capcom; каждый персонаж в игре обладает стендом с уникальными способностями, также каждый персонаж использует разную стратегию во время сражения. Хотя многие элементы игровой механики были взяты из предыдущих игр компании Capcom. Хирохико Араки, автор оригинальной манги, выступал консультантом у разработчиков, а также придумал способности для персонажа Майдлер, которая в оригинальной манге появлялась на короткое время, не демонстрируя способностей.

## Сюжет
Согласно сюжету игры, главный герой Дзётаро Кудзё обнаруживает в себе способность управлять стендом и от дедушки Джозефа Джостара узнаёт, что причиной этому послужило пробуждение Дио Брандо, старого врага семьи. И если его не убить, то мать Дзётаро, Холли может скончаться. Дзётаро и его команда путешествуют по ближнему востоку в поисках Дио, вступая поочерёдное сражение с разными противниками. 

## Геймплей

Дзётаро Кудзё против Дио Брандо

Геймплей представляет собой классический файтинг, где два противника вступают друг с другим в бой, применяя разные атаки, техники и особые движения. Условием победы является уменьшение шкалы здоровья противника до нуля или же обладание большим количеством пунктов здоровья на момент истечения времени боя. Бой поделён на три раунда. Особенностью данной игры по сравнению с другими файтинг-играми выступают стенды, которые могут использовать противники в бою. Каждый стенд обладает уникальной сверхъестественной способностью и увеличивает силу атак против противника в несколько раз. Некоторые стенды могут действовать независимо от действий игрока. С другой стороны, использование стенда истощает жизненные силы его носителя, а удары по стенду наносят носителю урон. Поэтому использование стенда сопряжено с рисками. Кроме того, время использования стенда ограничено количеством ударов.
Изначально игра позволяла свободно выбирать любого персонажа, доступного в игре, и противника для сражения. Однако в улучшенной версии игры для PlayStation был добавлен ряд улучшений, мультиплеер и мини-игры, такие, например, как погоня на машине или азартные игры, и режим развития сюжета, в котором игра сама решает, с какими противниками игрок будет сражаться, следуя сюжету манги, попутно выполняя мини-игры.

## Управляемые персонажи
Игра представляет персонажей из оригинальной манги Stardust Crusaders, всего их 22. Ранняя версия игры включала лишь 8 персонажей. Некоторые персонажи является альтернативными версиями одного и того же персонажа. На западе имена некоторых персонажей были изменены для избегания проблем с авторскими правами.

| - Дзётаро Кудзё - Джозеф Джостар - Молодой Джозеф (JoJo)a - Мохаммед Авдол - Нориаки Какёин - Нориаки Какёин 2b - Жан-Пьер Польнарефф - Игги - Дио Брандоa - Дио Брандо (красный)a - Дэво | - Раббер Соулb - Хоул Хорсb - Хоул Хорс и Боингоb - Майдлер - Чака - Ханb - Польнарефф (чёрный)b - Мариаb - Алeсси - Пет Шопb - Ванилла Айсb |

↑  — босс
↑  - добавлен вместе с Heritage for the Future

## Разработка и выпуск
Игра была разработана компанией Capcom по мотивам одноимённой манги авторства Хирохико Араки, а точнее её третьей части Stardust Crusaders. Capcom известна благодаря созданиям игр серии Street Fighter III. Изначально игра была создана для игровых автоматов и включала в себя 8 игровых персонажей. Затем улучшенная версия игры была выпущена в 1999 году для игровой приставки PlayStation. Внутри Японии игра выходила под названием JoJo's Bizarre Adventure: Heritage for the Future (яп. ジョジョの奇妙な冒険 未来への遺産 ДзёДзё ни Кимуё на Боːкэн Мираи э но Исан); это была шестая и последняя игра с поддержкой аркадной системы CP System III. Обновлённая версия игры, выпущенная через год для игровых приставок PlayStation и Dreamcast, получила название JoJo's Bizarre Adventure: Heritage for the Future (яп. ジョジョの奇妙な冒険 未来への遺産 ДзёДзё но Кимуё на Бо:кэн Мирай э но Исан). В августе 2012 года была создана новая версия игры в формате с высокой чёткостью изображения для PlayStation Network и Xbox Live Arcade. Однако 11 сентября 2014 года игра была убрана из списков игр в онлайн-магазинах консолей в Европе. 

## Восприятие
| Сводный рейтинг    | Сводный рейтинг                                         |
| Агрегатор          | Оценка                                                  |
| ------------------ | ------------------------------------------------------- |
| GameRankings       | 76,38 % (SDC) 74,47 % (PS) 62,35 % (PS3) 63,00 % (X360) |
| Metacritic         | 64/100 (PS3) 72/100 (X360)                              |
| Иноязычные издания |                                                         |
| Издание            | Оценка                                                  |
| Destructoid        | 5,5/10 (PS3)                                            |
| Eurogamer          | 7/10 (PS3)                                              |
| GameSpot           | 8,3/10 (DC) 8,0/10 (PS1) 7,0/10 (X360)                  |
| IGN                | 8,5/10 (DC) 7,0/10 (PS1) 7,0/10 (PS3)                   |
| OPM                | 3,5/5 (PS3)                                             |
| Cheat Code Central | 3,0/5,0 (X360)                                          |

Игра, после выпуска её для приставки PlayStation быстро стала бестселлером в Японии, а журнал Famitsu поставил игре 31 балл из 40
С игрой связана популяризация известного интернет-мема в англоязычном и японоязычном интернете, в частности связанные с боевыми выкриками Дио Брандо; наиболее известный из них — Za Warudo!!(Дза Варудо!!, искажённое от английского словосочетания Тhe World) и WRYYYYY. Дио после выкрика Za Warudo!! ненадолго останавливает время, затем направляет на противника десятки ножей и обрушивается на него на огромном жёлтом паровом катке, выкрикивая WRYYYYY. Хотя данный момент впервые появился в манге, когда Дио сражался с Дзётаро Кудзё, а позже и в OVA-сериале, но популярным стал именно благодаря сцене из данной игры. В дальнейшем он широко использовался в следующих играх

### Комментарии
1. ↑  ДжоДжо — это изначально сокращённое название от имени и фамилии главного героя первой части манги — Джонатана Джостара, такой же перевод присутствует в русских базах данных, смотрите раздел со ссылками.
2. ↑  «Стенд» (яп. スタンド сутандо)  — воплощение энергетической сущности человека или животного, которое принимает облик гуманоидного фантома с причудливой внешностью. Стенды могут обладать самыми разными способностями, от колоссальной силы, управления элементами природы, до остановки времени, а также обладать явными недостатками.